# Moose River (Passumpsic River)
Der Moose River ist ein Fluss in Vermont und ein linker Zufluss des Passumpsic River. Er entsteht durch den Zusammenfluss des East Branch Moose River und des West Branch Moose River am Fuß des East Mountain.

## Verlauf
Der Fluss verläuft über eine Entfernung von 15 km mäandernd durch ein stark bewaldetes und hügeliges Gelände in südliche Richtung bis zur Einmündung des Hay Hill Brook; hier wendet sich der Flusslauf nach Westen und folgt einem flachen Tal bis zur Mündung in St. Johnsbury. Im unteren Bereich des Verlaufs verlaufen die U.S. Route 2 und die Bahnstrecke Lunenburg–Maquam parallel zum Fluss.
Der Moose River und seine Zuflüsse sind, trotz ihrer Nähe zu Siedlungs- und Verkehrsbauten, weitestgehend ungeregelt und naturnah. Er ist, mit Ausnahme einiger Abschnitte in seinem Mittellauf, ein Wildwasser mit Stromschnellen und Klippen. Die Wasserkraft des Flusses wurde bis etwa 1900 für diverse Mühlen und Sägewerke, aber auch für kleine Fabriken genutzt. Pläne zur Errichtung eines Staudammes zur Stromgewinnung durch die New England Power Company im oberen Flusslauf, die nach dem Zweiten Weltkrieg auftauchten und zu lang anhaltenden Debatten führten, wurden 1969 durch den Ankauf des betreffenden Landes durch den Staat Vermont und die Einrichtung eines Naturschutzgebietes an dieser Stelle, dem Victory Basin Wildlife Management Area, beendet.  Heute sind die Stromschnellen ein Anziehungspunkt für Forellen-Angler und Wildnis-Touristen, zumal das Flusstal mit Straßen, Campingplätzen und Wanderwegen gut erschlossen ist.
Die Wasserqualität des Flusses wird auf seinem gesamten Verlauf von der zuständigen Aufsichtsbehörde als sehr gut bis exzellent eingeschätzt.